# Botswańska Giełda Papierów Wartościowych
The Botswana Stock Exchange (w skrócie BSE) – giełda papierów wartościowych w Botswanie; zlokalizowana w stolicy kraju - Gaborone.
Giełda powstała w 1989.